# Combat Arms
Combat Arms ist ein Mehrspieler-Ego-Shooter aus dem Hause Doobic Studios. Nachdem er vom südkoreanischen Computerspielunternehmen Nexon vertrieben wurde, wurde er Ende 2017 von dem Unternehmen Valofe gekauft. Als Spielerzahlen nannte das Unternehmen mehr als 10 Millionen, wobei damit die Anzahl der insgesamt erstellten Accounts gemeint war und nicht die Anzahl der aktiven Spieler. Das Spiel ermöglicht ein kostenloses, auf dem Free-to-play-Prinzip basiertes Spiel, sowohl gegen menschliche Gegner als auch gegen NPC.

## Gameplay
Das Spiel bietet, wie auch vergleichbare Konkurrenten im Free-to-play-Segment, verschiedene Spielmodi, darunter „One Man Army“, „Elimination“, „Capture the Flag“ oder „Elimination Pro“. Um Spieler voneinander abzugrenzen und nach Erfahrung sowie Können einzustufen, wird ein Rankingsystem benutzt. Um im Rang aufzusteigen, ist es nötig "EXP" zu verdienen. Diese Punkte erhält man nach jedem Spiel, welches man zu Ende spielt, unabhängig von der Leistung. Die Höhe dieser Punkte wird durch Faktoren wie Abschussverhältnis und kompletter Spieldauer beeinflusst. Der Schwerpunkt liegt hier allerdings auf der Spieldauer.

### Spielwährung
Ausstattungsgegenstände sowie Waffen und Zubehör kann man mit sogenannten „Gear Points“ (GP) kaufen. Bis zum 21. Juni 2017 waren viele Waffen nur durch Kauf mit Echtgeld zu erhalten. Seither sind sämtliche Spielinhalte auch mit GP erwerbbar. Das Spiel bietet Community Features, wie ein simples Clan-System, durch welches sich mehrere Spieler zusammenschließen und gegen andere Clans antreten können. Nexon Cash ist die Echtgeld-Währung des Spiels. Früher konnte man damit "Schwarzmarkt"-exklusive Ausrüstung oder Waffen erwerben. Mittlerweile wurde dieser NX-exklusive Content abgeschafft. In der Vergangenheit wurden vor allem die teilweise sehr unfairen Vorteile durch solche Ausrüstung von der Community negativ erwähnt.

### Rangsystem
Es ist möglich, durch einfaches Spielen im Rang aufzusteigen. Die dafür erforderlichen EXP werden hauptsächlich durch die Spieldauer, aber auch durch die persönliche Leistung im Spiel berechnet. Zum 19. Juli 2017 wurden 5 neue Ränge unter dem Namen "Commander in Chief" eingeführt. Mit jedem Ranganstieg wurden früher neue Waffen und Ausrüstungsgegenstände freigeschaltet. Dies wurde geändert, so dass man nun jedes Mal, wenn man einen neuen Rang erreicht, ein Paket mit mehreren Waffen und GP erhält. Grundsätzlich war es vorgesehen, dass es nur eine bestimmte Anzahl an Spielern pro Rang gibt. Dies wäre dem realen Vorbild, der US Army, nachempfunden gewesen. Dies hätte der Folge gehabt, dass Spieler degradiert werden hätten können, falls ein anderer Spieler sie mit den Erfahrungspunkten überholt hätte. Diese Idee wurde allerdings wieder verworfen und so gibt es nun keine Begrenzung der Ränge.

### Spielmodi
In Combat Arms gibt es 15 verschiedene Spielmodi.
- In Elimination treten zwei Teams mit bis zu acht Spielern gegeneinander an. Das Ziel ist es, vor dem gegnerischen Team eine vorher festgelegte Anzahl von Kills (30–140), also gegnerische Abschüsse, zu erreichen. Bei diesem Modus kann ein Spieler, sollte er vom Gegner abgeschossen werden, endlos neu beginnen. Er wird dann wieder zum Team-Stützpunkt gespawnt.
- Elimination Pro ist im Kern der gleiche wie Elimination, nur dass die Zahl der gewonnenen Runden über Sieg oder Niederlage entscheiden. In fünf bis elf Runden spielen zwei Teams gegeneinander. Sind beispielsweise alle Spieler von Team Alpha ausgeschieden, gewinnt Team Bravo die Runde. Das Team, welches die meisten Runden für sich entscheidet, gewinnt das Spiel. Gravierender Unterschied gegenüber dem Elimination-Modus ist jedoch, dass der Spieler erst zu Beginn einer neuen Runde ein neues Leben erhält und nicht endlos erneut beginnen kann.
- In One Man Army treten bis zu 16 Spieler gegeneinander an. Dabei wird nicht in Teams gespielt, sondern jeder gegen jeden. Als Sieger geht hervor, wer zuerst eine vorher festgelegte Zahl an gegnerischen Abschüssen (15, 30 oder 45) erreicht hat.
- Last Man Standing ist eine Mischung aus Elimination Pro und One Man Army. Jeder Spieler ist mit den anderen verfeindet und hat pro Runde nur ein Mal die Chance, Kills zu sammeln. Wird er abgeschossen, muss er auf die nächste Runde warten. Die maximale Rundenanzahl beträgt dabei neun.
- In Search & Destroy spielen zwei Teams mit bis zu acht Spielern gegeneinander. Es wird in Runden gespielt. Dabei muss ein Team versuchen, eine Bombe auf zwei vorgegebenen Plätzen zu platzieren. Das andere Team muss dies verhindern. Wenn es dies nicht schafft, hat es bis zu 30 Sekunden Zeit, die Bombe zu entschärfen. Hat das Team bei der Entschärfung Erfolg, geht es als Sieger hervor. Misslingt ihnen der Versuch, gewinnt der Gegner.
- Ähnlich wie in Search & Destroy kann in Boming Run 8 gegen 8 gespielt werden. Dabei liegt die Bombe allerdings an einem zentralen Ort und kann von beiden Seiten an jeweils einem Punkt aktiviert werden. Danach gibt es wieder 30 Sekunden Zeit, die Bombe zu entschärfen.
- Bei Spy Hunt geht es darum, fünf Pakete, die auf der Karte verteilt sind, aufzusammeln. Dabei spielt jeder gegen jeden. Zwar sind alle Spieler gegen die Spione verbündet, doch als Spion mit allen (auch den anderen Spionen) verfeindet. Sobald einer alle fünf Pakete hat, wird er zum Super Spy. Dieser erhält eine deutlich bessere Ausrüstung an Waffen und muss versuchen, an dem Objekt zu uploaden. Ziel der verbleibenden Spieler ist es, den Super Spy abzuschießen und ihn dadurch an dem Upload zu hindern, dabei haben sie aber nur einen Versuch. Sollten sie vom Super Spy abgeschossen werden, müssen sie auf das Spielende warten oder können das Spiel vorzeitig verlassen.
- Bei dem Modus Fireteam für bis zu acht Spieler geht es darum, dass eine Spielergruppe zusammen gegen Computergegner kämpft. Das vorgegebene Ziel variiert zwischen den verschiedenen Maps. Man muss entweder einen vorgegebenen Punkt vor herannahenden Zombies verteidigen, sich durch eine mit Terroristen besetzte Stadt zu einem Ziel vorkämpfen oder ein Hauptquartier stürmen.
- In Seize & Secure kämpfen zwei Teams (bis zu acht Spieler) darum, eine Flagge in der Mitte der Karte zu hissen, und sie zu verteidigen, bis 45 Sekunden abgelaufen sind. Es gibt ein einstellbares Zeitlimit.
- In Quarantine Regen gibt es zwei Parteien, zum einen die Menschen und zum anderen die Zombies. Die Menschen haben die Aufgabe, sich zu verstecken oder die Zombies zu töten, um am Leben zu bleiben; die Zombies müssen die Menschen finden und infizieren, damit diese auch zu Zombies werden. Man kann dies mit einer Art „Versteckenspielen“ vergleichen.
- In Capture the Flag hat jedes Team hat eine Flagge, die in der eigenen Basis aufgestellt ist. Das Team muss die gegnerischen Flagge stehlen sowie die eigene bewachen.
- Am 10. August 2011 wurde der Modus Hired Guns eingeführt. Gespielt wird in fünf, sieben oder neun Runden à fünf Minuten. Die Teams haben die Aufgabe, Gold aus einem Banktresor zu stehlen. Dabei können sie sogenannte Mercenary's zur Hilfe rufen, welche sie Play Points kostet. Pro Kill oder Goldbarrenhaufen bekommt der Spieler 100 Play Points. Die Bank besitzt 80 Goldbarrenhaufen, die eingesammelt werden müssen. Wenn ein Spieler mehr als 10 Goldbarrenhaufen mit sich trägt, verliert der Spieler pro Haufen 3 % seiner Laufgeschwindigkeit. Das Team, das am Rundenende die meisten Goldbarren aus der Bank stehlen konnte, gewinnt die Runde. Für einen Rundensieg erhält jeder Spieler des entsprechenden Gewinnerteams 500 Punkte zusätzlich.
- Im März 2013 erschien der Modus Arms Race. Bei Arms Race erhält jeder Spieler eine bestimmte Waffe. Im Modus spielt jeder gegen jeden und es kann zwischen 15, 30 und 45 Kills gewählt werden. Die Waffe ist normalerweise festgelegt, sofern kein Arms Race Pack verwendet wird. Zunächst erhalten alle Spieler eine Waffe aus der Kategorie AR (Assault Rifle), normalerweise erst ACR, dann M417CQB und danach FS2000 (es besteht eine geringe Chance eine im Inventar ausgerüstete Waffe zu erhalten). Je nachdem wie viele Kills eingestellt wurden, muss man eine bis drei ARs durchspielen. Anschließend kommen die SMGs (Sub Machine Gun), hier ist die Reihenfolge KRISS, MP7, PP-19. Danach kommt die Kategorie MG (Machine Gun): M60, RPK, MG42. Jetzt sind die SG (Shotguns) an der Reihe: R870, M3 Super 90. Nach den SG sind 12, 25 oder 38 Kills gespielt. Es wird auf SR (Sniper) gewechselt, M107 CQ SE. Als vorletztes bekommt man eine Pistole, Desert Eagle, und zuletzt eine Handgranate, M69HE Frag. Hat man alle Etappen gemeistert, gewinnt man. Sobald man in die letzte Etappe kommt, bekommen alle Spieler eine Nachricht mit einem Warnton und der Spieler wird auf der Karte angezeigt. Benutzt man ein Arms Race Pack (Silver oder Gold), kann die Auswahl der Waffen sich verändern.
- In VIP Elimination gilt es, eine V.I.P. auszuschalten.
- In VIP Escort muss eine V.I.P. dagegen eskortiert werden.

## Entwicklung
Am 30. Mai 2008 startete die Closed Beta zu Combat Arms America. Sie wurde ausschließlich über FilePlanet betrieben und lief bis zum 6. Juni 2008. In der Closed Beta standen den Spielern vier Karten und 30 Waffen zur Verfügung. Combat Arms America ging am 26. Juni 2008 in die Open Betaversion und war somit für die Öffentlichkeit zugänglich. In dieser Phase ging es darum, Bugs zu finden, um diese vor der Veröffentlichung zu beheben. Knapp zwei Wochen später, am 11. Juli 2008, wurde das Spiel veröffentlicht. Combat Arms America war in der Closed- und Open Beta nur für Spieler aus Ozeanien sowie Nord- und Südamerika verfügbar. Dies hat sich nach der Server-Fusion mit Combat Arms Europa verändert.
Die Closed Beta von Combat Arms Europe startete am 28. Oktober 2008. Sie lief bis zum 11. November 2008 und die Spieler konnten das Spiel mit 22 Waffen auf vier verschiedenen Karten testen. Am 16. Dezember 2008 ging das Spiel in die Open-Beta-Phase. Auch hier diente die Version der Aufdeckung und Behebung von Bugs vor der Veröffentlichung. Sie dauerte knapp einen Monat. Combat Arms Europe wurde am 15. Januar 2009 veröffentlicht. Das Spiel war in der Closed- und Open Beta nur in Europa verfügbar. Combat Arms hat, laut Entwickler, allein in Europa über 7 Millionen registrierte Spieler.
Im Frühjahr 2016 wurde das Update „makeCAgreatagain“ als eine Wiederbelebung des Spiels vorgestellt. Die größten Neuerungen sind die Implementierung einer neuen Grafik-Engine sowie die Umsetzung einer neuen Benutzeroberfläche, die in einer 4-teiligen Beta Phase eingeführt wurden. Am 21. Juni 2017 wurde die letzte Stufe der Beta beendet und das Update für alle Spieler zugänglich gemacht. Seither trägt das Spiel den Beinamen Reloaded. Das Update Combat Arms – Reloaded führte eine Matchmaking-Rangliste und einen Voice Chat ein.
Spieler werden auf mehrere Server aufgeteilt. Durch die Vereinigung von Combat Arms EU und Combat Arms NA im Sommer 2015 wurde das Server System grundlegend verändert, so dass die nun gestiegenen Spielerzahlen gebündelt werden können. Mit der Veröffentlichung von Combat Arms – Reloaded wurde das klassische Server System aufgelöst und vielmehr durch einzelne Spielräume ersetzt.